# ザ・クルー (ボードゲーム)
ザ・クルー 第9惑星の探索（独: Die Crew reist gemeinsam zum 9. Planeten）は、トーマス・シングによってデザインされ、コスモス社によって出版されたボードゲーム（カードゲーム）。宇宙船のクルーとして50のミッションを成功させ、第9惑星を発見することを目的とする協力型トリックテイキングゲーム。

## ルール
・カード構成
　カードの構成は、4色(ピンク、青、黄色、緑)の1~9に、切り札となる「ロケット」の1,2,3,4となっている。計40枚。
　カードには2種類のサイズ(大と小)があり、大きいほうは実際に手札として持っておくプレイングカードとなる。
　小さいほうはゲーム中に目標とすべきカードの表示用に使用する。小さいほうにはロケットのカードはない。つまり36枚。
　これ以外に、カードの裏面をネガ反転させたようなイラストの特殊カードが入っている。これはゲーム中に、手札の内容を1枚だけ見せることがあり、手札として見せている間に、そのカードを使用したかを明瞭にしておくものである。
・内容物
　ヒントを伝えるための交信トークン、全員の手札を交換できる救難信号トークン、ミッションに応じて使用したりするタスクコマ(1,2,3,4,5,>,>>,>>>,>>>>,Ω)がある。
　加えて、そのミッションでのリーダーを示す司令官コマ、説明書兼ログブック(ミッションの書かれた内容)が入っている。
・ゲームの準備
　事前にミッションを1つ選ぶ。慣れないうちは小さい数字のミッションを選ぶこと。
　次に、ミッションの内容をしっかり確認し、必要な内容物(小さいカードであるタスクカード、タスクコマ。以降小さいカードのことをタスクカードと表記。)を取り出す。
　ミッションに青いカードで数字が記されている場合、手札を配ったのちに、タスクカードを数字分だけ表にして置いておく。
　ミッションにタスクコマが記されている場合、カードを開くとともに、それぞれのカードにタスクコマを置く必要がある。
　タスクコマの意味は後述。
　赤い稲妻矢印が書かれている場合、そのミッションでは、「交信に何らかの制限がかかる」ことを示す。詳細は「通信妨害」の項を参照。
　ミッションの文中は、基本的にシナリオの解説になるが、道中に「太字」で表記されている場合はそのミッションに特殊ルールが設けられている。
　大きいサイズのプレイングカード(以降プレイングカードと表記。)を各プレイヤーに配りきる。なお、2,3人の場合は以下のように配る。
　(2人)
　2人の場合、JARVIS(ヤーヴィス)と呼ばれる架空のプレイヤーが参加する。人間であるプレイヤーに13枚配り、JARVISには、14枚配る。この時、7列を2段作るが、上の段は表に、下の段は裏にして置く。
　JARVISはプレイヤーが相談し、かつ後述のマストフォローに従って出すカードを選ぶ。ただし、表になっているカードのみ出せる。また、上の段のカードが出されたら、同じ列にあった下の段のカードが表になる。
　(3人)
　3人の場合、1人は1枚多く持つことになる。(全体数が40枚、3で割り切れない数字のため。)よって1人だけは手札を残して終了する。
　なお、事前に緑のカードを大小両方から箱に戻し、加えてロケットの1のカードも箱に戻しておく。この状態(計30枚)でカードを配る。この場合はすべてを配り切ることができる。
・ゲームの進行
　各ミッションでは司令官が存在する。手札に「ロケット」の4があるプレイヤーは宣言し、司令官コマを近くに置いておく。その後、以下のアクションを行う。
　なお、以下に示すのは、太字による特殊ルールが指示されておらず、タスクカードが並んでいるミッションを示す。太字による特殊指示があればその通りに処理するべきである。
1. 司令官コマを受け取ったプレイヤー(以降司令官と表記。)は、中央に並んでいるタスクカードの中から1枚を選び、自分の前に置く。なお、取ったカードにタスクコマが乗っている場合、それも一緒に獲得する。タスクコマは他のタスクカードに移し替えてはならない。
2. 司令官から時計回りに次のプレイヤーが同様にカードを取る。これをタスクカードが無くなるまで繰り返す。

・トリックテイキングのプレー
　トリックテイキングのプレーを行う。プレイヤーは「各トリックの1枚目を出す前であれば」自由に交信トークンを使って、他のプレイヤーにヒントを与えてよい。
- トリックは、各プレイヤーが1枚ずつ出し、勝者を決めることを「トリック」と定義する。
- トリックのうち、1トリック目は司令官から、2トリック目は直前の勝者がスタートになる。スタートから時計周にプレーを行う。
- スタートとなるプレイヤーは特に制限がなく、自由に1枚を出すことができる。ロケットカードでも良い。
- 2番手以降のプレイヤーは、「スタートと同じ色のカードがあるならば、」必ずその色の中からカードを出さなければならない。(一般にトリックテイキングゲームでは、これを「マストフォロー」と呼ぶ。)もちろん、スタートにロケットが出されたのであれば、ロケットを出す義務が生じる。
- 同じ色が何もなければどのようなカードを出しても構わない。
- 全員が1枚ずつ出したら、トリックの勝者を決める。カードの強弱は「色」＞「数字」の順に決められており、同じ色が出ているときは数字で判断する。
- 「色」の強さは「ロケット」＞「スタートに出された色」＞「左記のどれにも当たらない色」の順になっている。つまり、マストフォローに従えない場合、カードがロケットでない限りはトリックを取ることは無い。(一般にトリックテイキングゲームでは、ロケットのように「フォローできない時でも勝つことのできるカード」のことを『切り札(トランプ)』と呼ぶ。)
- 「数字」の強さは大小がそのまま強さになる。例えば、5,8であれば8の方が強い。
- 勝利したプレイヤーは、出されたプレイングカードをすべて獲得する。この時、自分が獲得したカードとタスクカードで色も数字も全く同じものがあれば、タスクカードをひっくり返し、達成済みにする。誤って、誰かが取るべきカードを別の誰かが取ってしまったり、タスクコマの指示(後述)に従わずに達成した場合は、その時点でミッション失敗になる。
- これを、手札を使い切るまでに、タスクカードをすべて裏にするか、ミッションに指定された条件を満たすことができればミッションクリアとなる。

＊タスクコマの意味
　タスクカードの上に、コマが乗っていることがある。このコマは「タスクの達成順を指定する」ものであり、以下のように定められている。
　「1,2,3,4,5」のコマがある場合、「数字の若い順に達成する」必要がある。(1→2→3→4→5)この場合、例え正しいプレイヤーが正しいカードを取れたとしても、そのタスクコマの番号が2で、まだ1を達成していない時にとってしまった場合、即座に失敗となる。
　「>,>>,>>>,>>>>」のコマがある場合、「>の数が少ない順に達成する」必要がある。(>→>>→>>>→>>>>)これだけだと、1,2,3,4,5と何ら変わりないが、このミッションが使われる場合は「コマの乗らない」カードが一緒に提示されることが多い。「>の書かれた」コマの中では小さい順に達成する必要があるが、コマの乗っていないタスクカードに関しては、>のタスクコマの達成状況に関係なく、いつ達成しても構わない。
　「Ω」のコマがある場合、「必ず最後に達成する」必要がある。すべてのタスクカードを成功させてから、「Ω」を達成せねばならない。

＊交信トークンと通信妨害
　プレイヤーは「各トリックのスタートのカードが出る前」であれば、交信トークンを使い、手札の中身のヒントを与えることが可能である。プレイヤーは手札からヒントとして出すカードを選び、全プレイヤーに見えるように置く。その後、プレイヤーはトークンを以下のルールに従い、カード上に配置する。なお、以下のルールのどれにも当てはまらない(最大数でも、最小数でもなく、かつそれと同じ色のカードが存在する)カードや、ロケットカードはヒントカードとして出せない。
- カードの上部に配置する = そのプレイヤーの中で、そのカードが色の中で最大値のカードであることを示す。(青8で上に置かれた場合、「私は青のなかで8が最大値です」という意味になる。)
- カードの下部に配置する = そのプレイヤーの中で、そのカードが色の中で最小値のカードであることを示す。(緑4で下に置かれた場合、「私は緑のなかで4が最小値です」という意味になる。)
- カードの中央に配置する = そのプレイヤーの中で、そのカードが色の中で唯一のカードであることを示す。(黄6で中央に置かれた場合、「私は黄色が1枚しかなく、数字は6です」という意味になる。)

　ミッションには通信妨害が指定されてあることがあり、それは記号で示される。稲妻矢印に数字が記されている場合、交信トークンの使用がそのトリックに差し掛かるまで禁止される。？、と記されている場合、その場合は交信トークンの置き方に制限がかかる。トークンを赤い面にし、トークンの置き方はどのような意味を示すとしても、中央に配置することになる。例えば、前述の状況下で「青7」で置かれた場合、それは「最大が7」か「最小が7」か、「唯一の7」のどれかということになる。ただしそれがどの意味で出されているのかは、本人以外は分からない。
＊救難信号
　プレイ中いつでも、1度だけ救難信号を送信し、手札を交換することができる。全員の相談で救難信号トークンを使用した場合、全プレイヤーは時計回りか、反時計回りに1枚だけカードを渡すことができる。この時、回す方向は話し合っても構わないが、最終的な決定権は司令官にある。

## 受賞歴
- 2020年 ドイツ年間ゲーム大賞（Spiel des Jahres）エキスパート大賞
- 2020年 ドイツゲーム賞（Deutscher Spiele Preis）1位

## ザ・クルー 深海に眠る遺跡
続編として、同作者から海底遺跡の探索をモチーフにした「深海に眠る遺跡」が発売された。こちらも日本語版はジーピーが販売している。
前作の「第9惑星」との異なる点として以下が挙げられる。
- タスクコマが無くなった。代わりに、タスクカードはプレイングカードのうち1枚を指定するものではなくなり、様々な要素が含まれるようになった。（例えば、トリック数を指示されたり、前作にあるような、複数のカードを指示し、それらすべてを獲得するようなタスクも存在する。）
- ログブックに指示された数値はタスクカードの枚数ではなくなり、「タスクカード裏面の達成難易度の合計値」になっている。それぞれのミッションごとに裏面の数字が指定されている。同じミッションでもプレー人数によってその数値が変動する。裏向きのまま達成難易度が指示された合計値になるまで取り、取り切った後で表にし、タスクを分配する。
- ミッションの中に新たな特殊指示を示すアイコンが追加された。合計難易度を示すアイコンが時計マークになっている場合、ログブックに指示された制限時間中にすべてのタスクを指定する必要があるなど、前作と異なる指示が追加されている。
- プレイングカードの構成に変更はないが、テーマの変更により「ロケット」という名称から「潜水艦」に変更されている。